# Erik Wiese
Erik C. Wiese (nacido Eric Clark Eldritch; el 24 de enero de 1974) es un animador, artista del guion gráfico, y escritor quien ha trabajado en series animadas como Bob Esponja por cuatro temporadas, comenzando con su desarrollo de personaje y diseño en el episodio "Help Wanted." Después el llegó a ser Cocreador de la serie The Mighty B!, donde el dirigió todos los episodios.
El estudió animación en el Instituto de las Artes de California (California Institute of the Arts).
Otros créditos de Wiese incluyen en The SpongeBob SquarePants Movie como artista del guion gráfico y animador, en Danny Phantom como líder del guion gráfico, en Samurai Jack como escritor, en Sammy como director, en el video animado para I Miss You (Björk song), y Boo Boo Runs Wild como diseñador de personajes y asistente del director John Kricfalusi.